# Yu-Gi-Oh! ARC-V
Yu-Gi-Oh! ARC-V (japanisch 遊☆戯☆王ARC-V, Yū-Gi-Ō Āku Faibu (von englisch (story) arc und der römischen Zahl V (5), dt. „König der Spiele: Kapitel 5“) ist die Nachfolgeserie von Yu-Gi-Oh! ZEXAL aus dem Yu-Gi-Oh!-Franchise. Die Serie führt eine neue Art der Beschwörung ein: Die „Pendulum Summon“ (dt. „Pendel-Beschwörung“).

## Handlung
Yu-Gi-Oh! ARC-V dreht sich vor allem um Yuya Sakaki (榊 遊矢), der durch Lächeln der harschen Realität versucht zu entfliehen. Doch während eines Duells macht er die Entscheidung, sich den Schwierigkeiten des Lebens zu stellen und dadurch unendliche Möglichkeiten zu erhalten. Das Hauptthema des Animes liegt bei „Mutig einen Schritt nach vorne machen!“.
Die Handlung spielt, unter anderem, in Maiami City, an der Küste Japans. Dort befindet sich der Hauptsitz der Leo Corporation, welche durch ihre „Anfassbaren Duell-Hologrammen“ die Action Duelle geboren haben und diese sich weltweiter Beliebtheit erfreuen. Kinder schauen zu Star-Profi-Duellanten auf und lernen an großen und kleinen Nachhilfeinstituten verschiedene Arten der Beschwörungen und Duellstile.
Yuya ist einer dieser Schüler, der an der kleineren, privaten Vorbereitungsschule Yushu Juku mit seiner Freundin Zuzu lernen, ein Unterhaltungs-Duellant, eine Variante des Profi-Duellanten, zu werden. Dies ist auch an der größeren Schule Leo Duel School (LDS) möglich.
Nach und nach erfahren Yuya und Co. von anderen Dimensionen und werden in einen interdimensionalen Krieg hinein verwickelt …

## Charaktere
- Yuya Sakaki (榊遊矢 Sakaki Yūya) ist der 14-jährige Hauptcharakter von Yu-Gi-Oh! ARC-V. Er ist ein Schüler, der lernt ein Unterhaltungs-Duellant, eine Variante des Profi-Duellanten, zu werden. Yuya besucht mit seiner Freundin Zuzu die Yushu Juku in Maiami City. Er nutzt die „Pendel-Beschwörung“-Mechanik, um hochstufige Monster in Action Duellen zu beschwören. Seine Lieblings Karte ist Buntäugiger Pendeldrache.
- Zuzu Boyle (柊柚子 Hīragi Yuzu) ist eine Kindheitsfreundin von Yuya. Sie hält oft schwungvolle Reden. Ihrem Vater gehört die Yushu Juku, die Duellschule, die Yuya und sie besuchen und in der sie ihre Zeit verbringen, um ihre Duellfähigkeiten zu verbessern. Sie trägt ein auffälliges Armband in Form einer Blume (Anspielung auf ihr Deck). Sie steht im Moment unter der Kontrolle der Academia.
- Declan Akaba (赤馬零児 Akaba Reiji) ist der Stellvertretende CEO der Leo Corporation. Außerdem ist er ein hoch intelligenter Super-Eliteduellant, der alle vier speziellen Beschwörungstechniken (Fusions-, Synchro-, XYZ- und Pendelbeschwörung) beherrscht.
- Gong Strong (権現坂 昇, Gongenzaka Noboru) ist ein weiterer Freund Yuyas. Gong befolgt in Action Duellen strikt den „Schwerkraftsstil“, das bedeutet er bewegt sich nicht und sammelt auch keine Action Karten.
- Sora Perse (紫雲院 素良, Shiun'in Sora) zeigt großes Interesse an Yuyas Pendel-Beschwörung und will diese von ihm lernen. Auffällig ist, dass der kleine Junge immer einen Lollipop mit sich trägt. Er ist ein Student der Academia und jagt Xyz Flüchtlinge, vorzugsweise Shay.
- Yuto (湯と, Y'ūto) ist das Xyz Gegenstück Yuyas und stammt aus der Xyz-Dimension, genauer aus Heartland. Nach dem Angriff Academias floh er in die Standard-Dimension nach Maiami City und ist auf der Suche nach seiner Freundin Lulu Obsidian. Seine Lieblingskarte ist Finsterer Rebellions-Xyz-Drache.
- Lulu Obsidian (くろさきるり, Kurosaki Ruri) ist die jüngere Schwester Shays und stammt ebenso aus Heartland und ist außerdem das Xyz Gegenstück von Zuzu. Sie wurde nach der Zerstörung ihrer Heimatstadt von Yuri entführt. Sie trägt ein auffälliges Armband in Form von Federn (Anspielung auf ihr Deck).
- Shay Obsidian (くろさきしゅん, Kurosaki Shun) ist der ältere Bruder von Lulu und Yutos bester Freund. Er stammt ebenfalls aus Heartland und gehört dem Widerstand (Resistance) an. Er ist genau wie Yuto auf der Suche nach seiner Schwester und gehört mittlerweile den Lancers an. Sein Deck basiert auf den Überfallraptoren.
- Yugo (ゆごう, Yugō) ist Yuyas Synchro Gegenstück und stammt aus der Synchro-Dimension, wo er den „Bürgerlichen“ angehört. Aufgrund seines Namens wird er immer wieder beschuldigt Mitglied der Academia zu sein (Yugō=Fusion). Seit seine Freundin Rin von Yuri entführt wurde versucht er diese zu befreien. Sein Lieblings Monster ist Glasflügel-Synchrodrache.
- Yuri (ユーリ, Yūri) ist das Fusions Gegenstück von Yuya und gehört der Academia an. Er hat Lulu und Rin entführt und gehört zur Elite der Academia. Allem Anschein nach wurde er als Kind von dieser selbst entführt und rekrutiert.
- Celina (セレナ, Serena) ist das Fusions Gegenstück von Zuzu und gehört der Academia an. Mittlerweile jedoch ist sie Mitglied der Lancers und kämpft ebenfalls gegen die Fusions-Dimension. Ihr Armband soll den Mond symbolisieren, was eine Anspielung auf ihr Deck ist.
- Rin (リン, Rin) ist das Synchro Gegenstück von Zuzu, stammt wie Yugo aus der Synchro-Dimension und wurde von Yuri entführt. Ihr Armband steht für den Wind, da in ihrem Deck nur Windmonster vorkommen.
- Ray Akaba (赤馬レイ, Akaba Ray) ist die Inkarnation von Zuzu, Celina, Rin und Lulu, die einst in der Originalen-Dimension lebte. Als Zarc den Obersten Königsdrachen Zarc (Fusion bestehend aus: Buntäugiger Pendeldrache, Finsterer Rebellion Xyz-Drache, Glasflügel Synchrodrachen und Hungergift Fusionsdrache) heraufbeschwor stellte sie sich ihn gegenüber, mit den 4 Karten (En Blumen, En Mond, En Wind, En Vögel) hielt sie ihn auf und führte die Welt dazu sich in die 4 Dimensionen (Fusion-, Synchro-, Xyz- und Standard-Dimension) zu splittern. Durch die Zersplitterung der Welt zersplitterte auch ihr Körpen in 4 Mädchen, Zuzu, Celina, Rin und Lulu.
- Zarc (Z-Arc) ist die Inkarnation von Yuya, Yuto, Yugo und Yuri und lebte wie Ray einst in der Originalen-Dimension. Als er den Obersten Königsdrachen Zarc heraufbeschwor wurde er von Ray, mit den 4 Karten, gestoppt. Nach der Splitterung teilte er sich in Yuya, Yuto, Yugo und Yuri. Er spielt das Oberste Königsdrachen Deck.

### Synchronisation
| Rollenname (jp./dt.)            | Japanischer Sprecher (Seiyū) | Deutscher Sprecher                                           |
| ------------------------------- | ---------------------------- | ------------------------------------------------------------ |
| Yūya Sakaki                     | Kenshō Ono                   | Amadeus Strobl (Folgen 1–131), Philip Süß (ab Folge 132)     |
| Yuzu Hīragi/Zuzu Boyle          | Yūna Inamura                 | Jennifer Weiß                                                |
| Reiji Akaba/Declan Akaba        | Yoshimasa Hosoya             | Tim Knauer (Folge 1–145), Bastian Sierich (ab Folge 146–148) |
| Noboru Gongenzaka/Gong Strong   | Yōhei Ōbayashi               | Peter Lontzek                                                |
| Sora Shiun’in/Sora Perse        | Mie Sonozaki                 | Anja Rybiczka                                                |
| Yūto                            | Manpei Takagi                | Tobias Nath (Folge 7–50), David Turba (ab Folge 51)          |
| Tatsuya Yamashiro/Tate          | Nanami Shinde                | Philip Süß                                                   |
| Yōko Sakaki                     | Ryōko Yui                    | Nadine Heidenreich                                           |
| Shingo Sawatari/Sylvio Sawatari | Shōgo Yano                   | Jeffrey Wipprecht                                            |
| Futoshi Harada/Frederick        | Kyōko Chikiri                | Marcel Mann                                                  |
| Asuka Tenjoin/Alexis Rhodes     | Sanae Kobayashi              |                                                              |
| Jack Atlas                      | Takanori Hoshino             | Sandro Blümel                                                |
| Crow Hogan                      | Shintaro Asanuma             |                                                              |
| Kaito Tenjo/Kite Tenjo          | Koki Uchiyama                |                                                              |
| Edo Phoenix/Aster Phoenix       | Akira Ishida                 | Julien Haggége                                               |
| Z-ARC                           | Kenshō Ono                   | Oliver Bender                                                |

## Ausstrahlung
Die deutschsprachige Erstausstrahlung erfolgte ab dem 12. März 2015 auf dem Free-TV-Sender ProSieben Maxx im YEP!-Anime-Block. Nach Einstellung dieses Blocks erfolgte die Ausstrahlung der Serie ab Oktober 2015 im ProSieben-MAXX-eigenen Programmblock Anime Action mit bereits ausgestrahlten Folgen. Ab dem 11. Dezember 2015 wurden neue Folgen ausgestrahlt. Seit dem 25. Juni 2016 wird auf Nickelodeon die 2. Staffel, ab Folge 50 bis 98 ausgestrahlt. Ab dem 24. November 2017 wurde die dritte Staffel wieder auf ProSieben MAXX im Anime-Action-Block gezeigt.

## Episodenliste

### Staffel 1
Staffel eins beinhaltet 49 Episoden.
| Nr. (ges.) | Nr. (St.) | Deutscher Titel                         | Originaltitel                                       | Erstausstrahlung Japan | Deutschsprachige Erstausstrahlung (D) |
| ---------- | --------- | --------------------------------------- | --------------------------------------------------- | ---------------------- | ------------------------------------- |
| 1          | 1         | Mit Schwung geht die Action los: Teil 1 | 光の軌跡、ペンデュラム召喚!                         | 6. Apr. 2014           | 12. März 2015                         |
| 2          | 2         | Mit Schwung geht die Action los: Teil 2 | 決闘最強進化系!!その名はアクションデュエル          | 13. Apr. 2014          | 13. März 2015                         |
| 3          | 3         | Gelockt und geködert: Teil 1            | ダークタウン 奪われたペンデュラム召喚!!             | 20. Apr. 2014          | 20. März 2015                         |
| 4          | 4         | Gelockt und geködert: Teil 2            | 一筋の希望!!ブロックスパイダー                      | 27. Apr. 2014          | 27. März 2015                         |
| 5          | 5         | Gefährliches Spielzeug: Teil 1          | 弟子入り志願!? おかしなおっかけ 『紫雲院素良        | 11. Mai 2014           | 3. Apr. 2015                          |
| 6          | 6         | Gefährliches Spielzeug: Teil 2          | 無邪気な融合玩具 デストーイ・シザー・ベアー         | 18. Mai 2014           | 10. Apr. 2015                         |
| 7          | 7         | Mr. Geheimnisvoll                       | 反逆の逆鱗 ダーク・リベリオン・エクシーズ・ドラゴン | 25. Mai 2014           | 17. Apr. 2015                         |
| 8          | 8         | Rein Geschäftlich                       | 遊勝塾の危機!!LDS襲来                               | 1. Juni 2014           | 24. Apr. 2015                         |
| 9          | 9         | Duell mit den Stars                     | 星々の裁き！エクシーズ使い「志島北斗」              | 8. Juni 2014           | 7. Mai 2015                           |
| 10         | 10        | Zeig’s ihnen!                           | 秘石の騎士！融合使い「光津真澄」                    | 15. Juni 2014          | 8. Mai 2015                           |
| 11         | 11        | Gong gibt nicht auf                     | 身剣一体！シンクロ使い「刀堂刃」                    | 22. Juni 2014          | 15. Mai 2015                          |

### Staffel 2
Staffel zwei beinhaltet 49 Episoden.
| Nr. (ges.) | Nr. (St.) | Deutscher Titel | Originaltitel          | Erstausstrahlung Japan | Deutschsprachige Erstausstrahlung (D) |
| ---------- | --------- | --------------- | ---------------------- | ---------------------- | ------------------------------------- |
| 1          | 1         | Folge 50        | ランサーズ選ばれた戦士 | 5. Apr. 2015           | 25. Juni 2016                         |